# Prinsessastrapia
Prinsessastrapia (Astrapia stephaniae) är en fågel i familjen paradisfåglar inom ordningen tättingar.

## Utseende och läte
Prinsessastrapian är en långstjärtad mörk fågel. Hanen har en mycket längre kluven stjärt, med glänsande grönt på huvud och hakan samt ett svart bröstband inramat av ett tunt guldfärgat streck. Honan är svartaktig med tvärbandad buk. Arten liknar girlandastrapian, men hona prinsessastrapia är olikt denna inte glansig på huvudet och hanens stjärt är svart, inte vit. Lätet är ett nasalt stigande "week!".

## Utbredning och systematik
Prinsessastrapia delas in i två underarter med följande utbredning:
- Astrapia stephaniae feminina – förekommer från Schrader Range till Bismarckbergen och i Sepik-Wahgi klyftan
- Astrapia stephaniae stephaniae – förekommer på östra Nya Guinea (från det centrala höglandet till Owen Stanleybergen)

## Levnadssätt
Prinsessastrapian hittas i bergsskogar, där den håller till i trädkronorna. Den lever av frukt, men också insekter som den plockar från mossiga grenar och epifyter.

## Namn
Fågelns svenska och vetenskapliga artnamn hedrar Stephanie av Belgien (1864-1945), kronprinsessa av Österrike (1881-1889).

## Status
Arten har ett rätt begränsat utbredningsområde, men beståndet anses vara stabilt. IUCN kategoriserar arten som livskraftig.